# 単心室

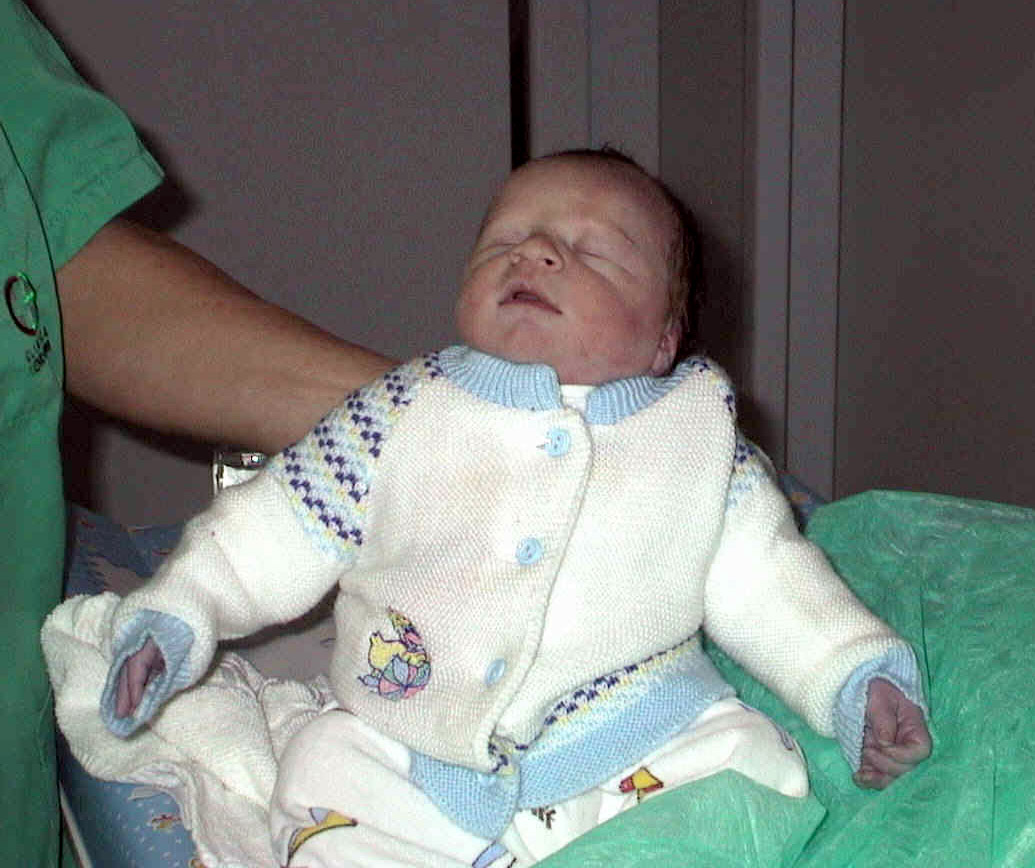
肺動脈狭窄が高度な単心室症では新生児期にチアノーゼが出る。（肺血流増加型では心不全症状が主でありチアノーゼは目立たない）

単心室 または 単心室症（英: single ventricle, SV）とは、先天性心疾患における疾患群の一つである。胎生期の心臓発生過程における心臓の形成異常により右室または左室が非常に小さいか無いために、正常に機能する心室が一つしかない病態を指す。様々な複雑心奇形の集合体としての概念であり、その内包する疾患は多岐にわたる。共通するのは、両心房からの血液が流入する主心室が存在することである。主心室の他にもう一方の「痕跡的心室」が存在することも多いが、心室としての機能は無い。一方の房室弁が痕跡的心室に騎乗していてもその程度が50％以下（共通房室弁なら25％以下）であれば単心室とする。その他、弁や心室流入路・流出路の形成異常などを診断基準として分類される。
両心室に十分な大きさがない単心室症では解剖学的根治術が不可能であるため、最終的にはフォンタン循環を目指すことが多いが、実際には個々の患児の循環動態により治療方針もそれぞれ異なることが多い。

## 形態
単心室は、発達不十分な心室が右室（肺循環を担う）か左室（体循環を担う）であるかによって、それぞれ左室型単心室症、右室型単心室症に大きく分類される。
以下に代表的な単心室、単心室類縁疾患の形態を列挙する。
- 左室型単心室症（Single left ventricle, SLV）

主心室（左室）の内腔はやや粗だが平滑で、心尖部に斜走肉柱を認める。主心室以外に右室形態を示す流出路腔（痕跡的右室, outlet chamber）を持つ。流出路腔はd-loop心 { S, D, D } または { S, D, S } では右前方に、l-loop心 { S, L, L } では左前方に位置する（中括弧の記載法は区分診断法を参照）。房室結合はDILVが最も多い。心室大血管関係は、正常大血管型 { S, D, S }、大血管転位型 { S, D, D } あるいは { S, L, L }、その他多様なタイプが存在するが、大血管転位型が最も多い。
- 両房室弁左室挿入（Double inlet left ventricle, DILV）– 両房室弁または共通房室弁が左室に挿入する
- 両大血管左室起始症（Double outlet left ventricle, DOLV） – 大動脈と肺動脈が左室から起始する
- 肺動脈弁閉鎖症（Pulmonary atresia, PA）
- 三尖弁閉鎖症（Tricuspid atresia, TA）

- 右室型単心室症（Single right ventricle, SRV）

大半は心房内臓錯位症候群 heterotaxia syndrome （無脾症候群、多脾症候群）伴う。主心室の形態は粗大な肉柱が特徴的で、自由壁では並行に走行し心尖部は不規則な配列を示す。主心室後方に痕跡的左室（d-loop心では左後方、l-loop心では右後方）を認める場合がある。痕跡的左室を認める症例の約半数では房室弁が分割している。心室大血管関係はDORVで、大半で大動脈が前方、肺動脈は後方に位置する。
- 両房室弁右室挿入（Double inlet right ventricle, DIRV）– 両房室弁または共通房室弁が右室に挿入する
- 両大血管右室起始症（Double outlet right ventricle, DORV） – 大動脈と肺動脈が右室から起始する
- 左心低形成症候群（Hypoplastic left heart syndrome, HLHS）

## 治療
新生児の肺は生理的肺高血圧の状態にあるため、フォンタン循環が成立しない。そこで、まずは新生児期から乳児期に姑息手術を行い、最終的に機能的根治術であるフォンタン手術を目指すことが多い。但し個々の治療方針は患児それぞれの解剖・循環動態により異なる。代表的な術式としては、
- 肺動脈絞扼術： 肺血流増加型単心室に対する姑息術
- BTシャント： 肺血流減少型単心室に対する姑息術
- ノーウッド手術：右室・主肺動脈に左心機能を代替させる姑息術
- DKS吻合術
- 心室中隔欠損拡大術
- グレン手術： フォンタン手術前の姑息術として
- フォンタン手術

フォンタン手術後は体循環と肺循環が全て直列に接続し、チアノーゼが解消される。